# Hi-Tek (альбом)
Hi-Tek — другий студійний альбом американського репера Keak da Sneak, виданий 26 червня 2001 р. лейблом Moe Doe Entertainment. Виконавчі продюсери: K.O.A.B. та Keak da Sneak. Реліз посів 95-ту сходинку чарту Top R&B/Hip-Hop Albums, 18-те місце Top Independent Albums і 37-му позицію чарту Top Heatseekers, продавши 6510 копій за перший тиждень.

## Список пісень
1. «Intro» — 0:51
2. «Here Comes Keak da Sneak» — 3:37
3. «Like What» — 4:12 (з участю Agerman)
4. «Tankin, Tinkin, Stinkin» — 4:39 (з участю E-40)
5. «Somebody Gotta Pimp It (Somebody Gotta Pimp Her)» — 3:55 (з участю Too Short)
6. «Ichi Blop! Blop!» — 4:47
7. «Gifted» — 4:05
8. «Skit» — 0:45
9. «Moe Doe» — 3:11
10. «Take Me Away» — 5:25 (з участю Harm)
11. «Pussy» — 4:03 (з участю B.A.)
12. «Drank, Weed, Sex» — 3:40 (з участю Ant Banks)
13. «P.M.» — 5:26 (з участю Eclipse 8, B.A. та T-Luni)
14. «Hi-Tek II» — 3:54
15. «Beat It Up» — 4:36
16. «No Hair Weaves» — 4:11 (з участю Ant Banks)
17. «That Way» — 5:14
18. «Blop Shit» — 4:39